# Valentín Milton Pretti
Valentín Milton Pretti (alias Saracho) (1937 - el 11 de abril de 2005) fue un policía y represor argentino,  quien actuó como jefe de un centro clandestino de detención en el marco de la dictadura autodenominada Proceso de Reorganización Nacional.

## Trayectoria
Pretti primero fue subcomisario y luego comisario de la policía bonaearense. Luego de que, en marzo de 1976, los autoridades militares usurparan por la fuerza el gobierno nacional argentino, comenzaron las privaciones clandestinas de la libertad de personas en todo el territorio. Durante esta dictadura militar que duró desde 1976 hasta 1983, Pretti tuvo diferentes cargos en la policía de la provincia de Buenos Aires, bajos las órdenes del General Ramón Camps, quien fungió como responsable de la Jefatura de la Policía de Buenos Aires durante esos años de represión ilegal durante la dictadura y también bajo las órdenes del director general de Investigaciones de la Policía de Buenos Aires,  Miguel Etchecolatz. Durante ese tiempo, Pretti  usó el apodo de "Saracho".
Como subcomisario fue el Jefe del Centro de Operaciones Tácticas I o centro clandestino de detención COT I Martínez. Allí estuvieron detenidos ilegalmente el exministro y juez Ramón Miralles, el exministro Pedro Goin, el ex director de ceremonial Hector Ballent y el secretario general de la CGT La Plata Rubén Diéguez, todos ellos de la provincia de Buenos Aires.
Como comisario formó parte del personal del centro clandestino de detención Pozo de Quilmes. También fue responsable de los grupo de tareas y equipos de tortura en otros centros clandestinos como en la  Subcomisaría de Don Bosco llamada vulgarmente Puesto Vasco y en el Destacamento Policial llamado vulgarmente Pozo de Arana.
En 1985, durante el juicio a las Juntas, el periodista y director del diario "La Opinión", Jacobo Timmerman, lo señaló como quien lo llevara detenido ilegalmente. Se sabe que Pretti fue el responsable de los homicidios de Rafael Perrota, periodista propietario y director del diario "El Cronista Comercial", y del abogado de La Plata Jorge Rubinstein.
Durante el juicio, varias víctimas sobrevivientes lo identificaron como responsable de las condiciones infrahumanas en las que estaban y de cortar los dedos a los interrogados para obligarlos a hablar.

## Orden de detención
En abril de 1986, la Cámara Federal de Capital Federal ordenó su detención en la llamada causa Camps, causa 44/86, para ser juzgado junto al general Ramón Camps y al comisario Miguel Etchecolatz, al cabo Norberto Cozzani y al médico Jorge Bergés.  Pretti estaba imputado por dos homicidios calificados, el de Rafael Perrota y el de Jorge Rubinstein, 81 casos de privaciones ilegales de la libertad y torturas, y un caso de tormentos. También estaba acusado por los secuestros y torturas de Juan De Stefano, más tarde presidente del Racing Club, del periodista Juan Nazar, director de La Opinión de Trenque Lauquen y de Osvaldo Papaleo, secretario de prensa del gobierno de María Estela Martínez de Perón. Pero Pretti huyó para evitar ser juzgado.

## Vida personal
Pretti se casó con Juana Vagliati y tuvo cuatro hijos. Vivían en la localidad de Banfield. Su familia le temía porque les contaba lo que hacía. Relataba cómo había asesinado a un  niño. Un día incluso llevó a su casa a un muchacho, todavía desaparecido, llamado Gabriel. Su esposa se descompensó y la internó en un psiquiátrico. 
En 2005, su hija, Ana Rita Laura Vagliati solicitó a la Justicia eliminar su apellido de todos sus documentos de identidad para conservar únicamente el de su madre. En 2007, el Tribunal de Familia II de Lomas de Zamora se lo autorizó.

## Impunidad
Primero resultó beneficiado por la aplicación de la Ley de Punto Final, la Ley de Obediencia Debida en 1987, y finalmente por los indultos realizados por Carlos Menem cuando el 30 de diciembre de 1990, el presidente Carlos Saúl Menem firmó el indulto n.º 2741, causa n.º 44/85 en virtud del decreto N.º 280/84 del PEN, que dejaba en libertad a todos los responsables de crímenes de lesa humanidad cometidos durante la dictadura.
La policía bonaerense le otorgó el retiro. En 2003 se declararon inconstitucionales aquellos indultos referidos a crímenes de lesa humanidad y comenzaron a reabrirse los casos. Cuando en 2005, el juez federal de La Plata,  Arnaldo Corazza, ordenó nuevamente su detención, se enteró de su deceso. Pretti había fallecido el 11 de abril de 2005, a los 68 años. Sus crímenes quedaron impunes.